# Вільям Батлер Єйтс
Вільям Батлер Єйтс (англ. William Butler Yeats; МФА: [jeɪts]; 13 червня 1865, Сандімаунт поблизу Дубліна — 28 січня 1939, Ментона, Франція) — ірландський поет, драматург, театральний діяч. Лауреат Нобелівської премії з літератури (1923). Писав англійською мовою, хоча ірландську мову знав.

## Біографічні відомості
Син художника Джона Єйтса, брат поета — Джек Батлер Єйтс був одним з найвидатніших ірландських художників минулого століття.
Батько поета — Джон Батлер Єйтс отримав юридичну освіту, але коли сину було два роки припинив свою адвокатську діяльність і вирушив у Лондон вивчати живопис. Став відомим у свій час портретистом. У 1880 році сім'я Єйтсів повернулася в Ірландію і оселилася на околицях Дубліна. У Дубліні Вільям Єйтс закінчив школу та за порадою батька вступив в художнє училище.
Вільям рано почав писати вірші і його талант був швидко помічений. Серед поетів та письменників, що оцінили талант Вільяма Єйтса були такі відомі майстри пера як Вільям Генлі, Джерард Гопкінс, Вільям Морріс, Оскар Уайльд.
У 1885 році Вільям Єйтс знайомиться з Джоном О'Лірі — діячем таємного ірландського товариства «феніїв», що боролися за свободу Ірландії. Джоном О'Лірі якраз повернувся в Ірландію після багаторічного вигнання. Під його впливом Єйтс почав писати вірші про ірландську давнину, переспівувати давні ірландські легенди, його творчість наповнилась патріотизмом, у віршах з'явилися образи кельтської культури.
Навчався в Дублінській школі мистецтв, у Дублінському та Оксфордському університетах.
Єйтс ще в молоді роки зацікавився окультизмом. Ще в художній школі він познайомився з Джоном Расселом — відомим поетом і окультистом, що писав під псевдонімом А. Е. Єйтс входив до групи однодумців, які заснували Герметичне товариство для вивчення таємних знань, східних релігій, таємних релігійних сект та орденів. Деякий час Єйтс очолював Герметичне товариство. У 1880-х роках він приєднався до Теософічного товариства, але потім розчарувався у ньому.
30 січня 1889 року Єйтс познайомився з Мод Ґонн, що стала його коханням на довгі роки. Вона була в лавах борців за свободу Ірландії, і захопила Єйтса цією боротьбою. Але захоплення окультизмом Єйтс теж не залишив. У 1890 році він ввійшов до таємного Ордену Золотої Зорі, заснованого його знайомим МакГрегором Метерсом.
У 1899 році вийшов друком збірник віршів Єйтса «Вітер в очеретах», що на думку багатьох критиків є головним здобутком творчості раннього Єйтса. Образи поезії Єйтса в цей час насичені персонажами кельтської міфології і фольклору. Єйтс отримав репутацію співця «кельтських су́тінків», часів занепаду культури Ірландії, що шукає сили для відродження забутої великої спадщини.
На початку XX століття Єйтс зацікавився театром. Він взяв участь в роботі першого ірландського національного театру — так званого «Театру абатства», став директором цього театру. Єйтс написав п'єси, на стилістику яких великий вплив мав традиційний японський театр но та кабукі. Єйтс познайомився з відомим поетом-модерністом на ймення Езра Паунд, який пізніше мав вплив на його творчість і стилістику.
Весною 1917 року Єйтс придбав знамениту «Вежу», яку часто згадував пізніше у своїй творчості як символ традиційної ірландської культури та традиційних цінностей. «Вежа» — це давня садиба з закинутою стародавньою сторожовою баштою, що знаходилась у графстві Голвей. Єйтс доклав чимало зусиль, щоб відновити цю старовинну садибу і перетворити її на своє родове гніздо.
Восени 1917 року Єйтс одружився з Джорджі Гайд-Ліс. Шлюб був вдалим, у них було двоє дітей — син і дочка.
У 1920—1927 році Єйтс важко пережив громадянську війну в Ірландії, коли ірландці, ще не встигнувши до кінця здобути незалежність, почали воювати між собою. Творчість його наповнилася трагічними мотивами.
У 1923 році Єйтсу була присуджена Нобелівська премія з літератури.
Єйтс не полишив заняття окультизмом. У 1925 році вийшов друком плід його багаторічних досліджень у цій галузі — книга «Видіння», у якій він пов'язував етапи розвитку людського духу з фазами Місяця.
Єйтс випустив ще два поетичних збірники, що стали вершиною його поетичного генія — «Вежа» (1928) та «Гвинтові сходи» (1933).
Помер у Франції. У 1948 році прах письменника був перенесений до Слайго (Ірландія).

## Творчість
Перша збірка його віршів — «Мандри Ойсіна» («The Wanderings of Oisin») вийшла друком у 1889 році. Заголовна фантастична поема надихнула відомого письменника-фантаста та астрофізика Фреда Гойла, автора однойменного науково-фантастичного роману. У тому ж році вийшла друком його книга з фольклору Ірландії — «Чарівні народні казки» з примітками складеними Єйтсом на основі власних його досліджень у західній Ірландії (Коннахт).
Інші його важливі твори:
- «Графиня Кетлін» («The Countess Kathleen», 1892) — драма у віршах.
- «Кельтські сутінки» («The Celtic Twilight», 1893) — збірник статей про ірландський фолкльор.
- «Країна, жадана серцем» («The Land of Hearts Desire», 1894) — п'єса у віршах.
- «Книга ірландських пісень» («A Book of Irish Verses», 1895) — антологія ірландських балад.
- «Вірші» («Poems», 1895).
- «Таємна троянда» («The Secret Rose», 1897) — збірник казок — як оригінальних, так і перекладених з ірландської мови в літературній обробці.
- «Вітер в очеретах» («The Wind among the Reeds», 1899) — поема.
- «Темні води» («The Shadowy waters», 1900) — поема, пізніше перероблена в драму.
- «Ідеї добра і зла» («Ideas of Good and Evil», 1903) — збірник статей.
- «У семи лісах» («In the Seven Woods», 1903) — збірник віршів на тему ірландського епосу.

Багато творів Єйтса сповнені національно-визвольних ідей: п'єса «Кетлін, дочка Голіена», один з найбільш відомих віршів Єйтса «Великдень 1916-го» присвячений Великодньому повстанню в Ірландії, яке було втоплене у крові англійськими військами. З багатьма загиблими і скараними на горло повстанцями Єйтс був знайомий особисто. Він дуже боляче переживав поразку повстання. Стала знаменитою його фраза: «Народилась жахлива краса» («A terrible beauty is born»). Також у поезії «Ірландський літун пророкує власну загибель» Єйтс ставить питання про логічність боротьби ірландців у британській армії.
Найважливіші збірки Єйтса після 1910-го року:
- «Зелений шолом та інші поезії» (The Green Helmet and Other Poems 1910)
- «Відповідальності» (Responsibilities 1914)
- «Дикі лебеді в Кулі» (The Wild Swans at Coole 1919)
- «Майкл Робартес і танцівниця» (Michael Robartes and the Dancer 1921)
- «Вежа» (The Tower 1928)
- «Гвинтові сходи та інші поезії» (The Winding Stair and Other Poems 1933)

Єйтс був ініціатором і учасником руху 1890-х років за розвиток ірландської національної культури. Засновник першого національного театру. Брав участь у створенні Ірландської літературної академії.
Почав друкуватися 1886 року.
Автор поеми на ірландські фольклорні теми «Мандри Оссіана» (1889).
У п'єсі «Кетлін, дочка Хулієна» (поставлено 1902 року) висловив підтримку національно-визвольному рухові ірландського народу. 1917 року під назвою «Ірландія» опубліковано український переклад п'єси, який здійснив Г. Чикаленко.
Окремі твори Єйтса українською мовою переклали Віталій Коротич, Олександр Мокровольський, Віктор Коптілов, Максим Стріха та інші.

## Видання українською мовою
- Вільям Батлер Єйтс. Лірика / Пер.з англ.; Передм., приміт. С. Павличко; Упоряд. О. Мокровольський. — К.: Дніпро, 1990. — 214 с. [Архівовано 25 вересня 2015 у Wayback Machine.] ISBN 5-308-00747-0
- Вільям Батлер Єйтс. Вибрані твори: поезії, поеми та драми / Перед., приміт. С. Павличко; Пер. з англ., приміт. О. Мокровольський; Післямова І. Мокровольська. — К.: Юніверс, 2004. — 636 с. ISBN 966-7305-96-1
- Вільям Батлер Єйтс. Таємна троянда [Архівовано 29 вересня 2020 у Wayback Machine.] / переклала з англійської Олена О'Лір. Львів : Видавництво «Астролябія», 2020. 256 стор. ISBN: 978-617-664-186-5